# Лапицкий, Владимир Михайлович
Влади́мир Миха́йлович Ла́пицкий (18 февраля 1959, Гродно) — советский фехтовальщик, серебряный призёр Олимпийских игр.

## Карьера
Михаил Золотарёв — один из тренеров Владимира Лапицкого.
Чемпион мира 1979 года в командной рапире.
На Олимпиаде в Москве выиграл серебряную медаль в командной рапире вместе с Владимиром Смирновым, Александром Романьковым, Сабиржаном Рузиевым и Ашотом Карагяном.
В схватке с поляком Богуславом Зыхом Лапицкий получил ранение: у соперника сломалась рапира и он попал в мягкую ткань спины Владимира. Клинок скользнул по ребру и вышел из груди в трёх миллиметрах от сердца, не задев никаких жизненно важных органов.
Александр Романьков в интервью 2017 года заявил, что Владимир Лапицкий был убит в Ростове.